# Austrocidaris canaliculata
Austrocidaris canaliculata is een zee-egel uit de familie Cidaridae.
De wetenschappelijke naam van de soort werd in 1863 gepubliceerd door Alexander Agassiz.